# شهرستان سولیوان (نیویورک)
شهرستان سولیوان، نیویورک (به انگلیسی: Sullivan County, New York) یک سکونتگاه مسکونی در ایالات متحده آمریکا است که در ایالت نیویورک واقع شده‌است.

## خصوصیات
شهرستان سولیوان ۲٬۵۸۲٫۲۳ کیلومترمربع مساحت دارد.